# Football Club Crotone 2023-2024
Questa voce raccoglie le informazioni riguardanti il Football Club Crotone nelle competizioni ufficiali della stagione 2023-2024.

## Stagione
La stagione 2023-2024 è stata per il Crotone la 32ª partecipazione nella terza serie del Campionato italiano di calcio.
La squadra ha effettuato il ritiro precampionato a Trepidò, dal 24 luglio al 4 agosto 2023.
Il 14 agosto 2023 c'è l'esordio stagionale dei rossoblù, allo stadio Giovanni Zini, contro la Cremonese, incontro valido per i trantaduesimi di Coppa Italia, dal quale il Crotone ne è uscito sconfitto per 3 a 1 dopo i tempi supplementari.
L'esordio in campionato avviene il 1º settembre 2023, nella sfida in trasferta contro il Catania, incontro in cui i calabresi si sono imposti per 1 a 0.
Dopo tre vittorie, un pareggio e quattro sconfitte nelle prime otto giornate e la squadra all'undicesimo posto, il 16 ottobre 2023 la società annuncia l'esonero del mister Lamberto Zauli, ma viene revocato dopo qualche ora su richiesta dei giocatori alla società.
L'8 novembre c'è il debutto in Coppa Italia Serie C, nell'incontro valido per il secondo turno, vinto per 1 a 0 contro il Brindisi. Negli ottavi di finale, disputati il 29 novembre, i lupi incontrano il Catania; i tempi regolamentari e supplementari terminano 3 a 3, mentre ai calci di rigore si impongono i siciliani per 6 a 5, eliminando i calabresi dal torneo.
Il 19 febbraio 2024, dopo aver affrontato la stagione con risultati altalenanti e la squadra al settimo posto in campionato, viene ufficializzato l'esonero del tecnico Lamberto Zauli. Al suo posto subentra il mister Silvio Baldini.
Ma l'esperienza del tecnico toscano è di breve durata; dopo un mese e cinque partite disputate, terminate con una vittoria e quattro sconfitte, Baldini si dimette, lasciando spazio al ritorno in panchina di Zauli.
La squadra conclude la stagione regolare al nono posto, accedendo al primo turno dei play-off. Il 7 maggio 2024, i pitagorici hanno affrontato in trasferta il AZ Picerno, venendo sconfitti per 2 a 0 e, di conseguenza, rimarranno relegati in Serie C anche per la prossima stagione.

## Organigramma societario
Organigramma tratto dal sito ufficiale della società.
Area direttiva
- Presidente: Gianni Vrenna[21]
- Direttore generale: Raffaele Vrenna jr.[21][22]
- Consiglieri: Antonio Vrenna, Raffaele Marino, Vincenzo Calfa, Alessandro Brutto

Area sanitaria
- Responsabile: Massimo Iera
- Medici sociali: Massimo Bisceglia, Loris Broccolo, Gaspare Muraca
- Massaggiatori: Armando Cistaro, Matteo Errico, Riccardo Pupo
- Nutrizionista: Sabrina Raffaele
- Recupero infortunati: Elmiro Trombino

Area organizzativa
- Segretario generale: Emanuele Roberto
- Segretario sportivo: Anselmo Iovine
- Team manager: Gianluca Macrì
- Direttore comitato direttivo: Rosario Panebianco[23]

Area comunicazione e marketing
- Responsabile: Rocco Meo
- Responsabile ufficio stampa: Luciano Ierardi
- Ufficio stampa: Idemedia
- Responsabile marketing: Luigi Pignolo

Area tecnica
- Direttore sportivo: Giuseppe di Bari[21][26]
- Allenatore: Lamberto Zauli (1ª-27ª);
 Silvio Baldini[21](28ª-32ª); Lamberto Zauli (33ª-)[22]
- Allenatore in seconda: Attilio Bardi (1ª-27ª) (33ª-)
- Collaboratore tecnico: Aniello Parisi
- Preparatore atletico: Nicola Albarella, Roberto Parisi
- Preparatore dei portieri: Nicola Barasso
- Match analyst: Giuseppe Durante
- Preparatore recupero infortunati: Elmiro Trombino[23]

## Divise e sponsor
Lo sponsor tecnico per la stagione 2023-2024 è Zeus Sport, mentre gli sponsor ufficiali sono San Vincenzo Salumi (main sponsor), Envì Group (co-sponsor).

## Rosa
Tratto dal sito ufficiale.

In corsivo i calciatori ceduti a stagione in corso.
Rosa aggiornata al 1º febbraio 2024
| N. |                     | Ruolo | Calciatore                       |
| -- | ------------------- | ----- | -------------------------------- |
| 1  | Italia (bandiera)   | P     | Andrea Dini                      |
| 2  | Italia (bandiera)   | D     | Federico Papini                  |
| 3  | Francia (bandiera)  | D     | Maxime Giron (vice capitano)     |
| 5  | Italia (bandiera)   | D     | Davide Bove                      |
| 6  | Francia (bandiera)  | D     | Guillaume Gigliotti (capitano)   |
| 7  | Italia (bandiera)   | A     | Eugenio D'Ursi                   |
| 8  | Brasile (bandiera)  | C     | Lucas Felippe                    |
| 9  | Italia (bandiera)   | A     | Guido Gómez (vice capitano)      |
| 10 | Italia (bandiera)   | C     | Jacopo Petriccione               |
| 10 | Italia (bandiera)   | A     | Gianmario Comi                   |
| 11 | Bulgaria (bandiera) | C     | Dimităr Kostadinov               |
| 12 | Italia (bandiera)   | P     | Alberto Lucano                   |
| 12 | Italia (bandiera)   | P     | Alex Valentini                   |
| 14 | Italia (bandiera)   | D     | Carlo Crialese                   |
| 13 | Italia (bandiera)   | D     | Matteo Battistini                |
| 15 | Brasile (bandiera)  | C     | Vinicius                         |
| 17 | Italia (bandiera)   | A     | Giovanni Bruzzaniti              |
| 18 | Italia (bandiera)   | D     | Giuseppe Loiacono                |
| 19 | Italia (bandiera)   | C     | Alessio Tribuzzi (vice capitano) |
| 20 | Cile (bandiera)     | C     | Luis Rojas                       |
| 21 | Svizzera (bandiera) | D     | Daniel Leo                       |

| N. |                    | Ruolo | Calciatore          |
| -- | ------------------ | ----- | ------------------- |
| 22 | Italia (bandiera)  | P     | Francesco D'Alterio |
| 23 | Croazia (bandiera) | A     | Jurica Jurčec       |
| 24 | Italia (bandiera)  | C     | Pasquale Giannotti  |
| 24 | Italia (bandiera)  | C     | Niccolò Zanellato   |
| 25 | Italia (bandiera)  | D     | Daniele Altobelli   |
| 26 | Italia (bandiera)  | C     | Sonny D'Angelo      |
| 27 | Italia (bandiera)  | A     | Andrea D'Errico     |
| 28 | Italia (bandiera)  | C     | Mattia Vitale       |
| 29 | Italia (bandiera)  | A     | Raffaele Cantisani  |
| 30 | Albania (bandiera) | A     | Dardan Vuthaj       |
| 32 | Italia (bandiera)  | C     | Riccardo Stronati   |
| 33 | Italia (bandiera)  | D     | Andrea Rispoli      |
| 35 | Italia (bandiera)  | C     | Antonio Ranieri     |
| 36 | Italia (bandiera)  | D     | Riccardo Spaltro    |
| 39 | Italia (bandiera)  | C     | Thomas Schirò       |
| 44 | Italia (bandiera)  | P     | Antonio Martino     |
| 63 | Italia (bandiera)  | C     | Riccardo Costa      |
| 77 | Italia (bandiera)  | A     | Orazio Pannitteri   |
| 86 | Nigeria (bandiera) | C     | Theophilus Awua     |
| 93 | Italia (bandiera)  | A     | Marco Tumminello    |
| 99 | Italia (bandiera)  | P     | Paolo Branduani     |

## Calciomercato

### Sessione estiva(dal 1º/7 al 1º/9)
| Acquisti         | Acquisti                  | Acquisti          | Acquisti         |
| R.               | Nome                      | da                | Modalità         |
| ---------------- | ------------------------- | ----------------- | ---------------- |
| P                | Francesco D'Alterio       | Sangiuliano City  | fine prestito    |
| D                | Davide Mondonico          | Ancona            | fine prestito    |
| D                | Daniel Leo                | Juventus Next Gen | definitivo       |
| D                | Giuseppe Loiacono         | Reggina           | definitivo       |
| C                | Thomas Schirò             | Turris            | fine prestito    |
| C                | Lucas Felippe             | Giugliano         | definitivo       |
| C                | Vinicius Negro di Stefano | San Paolo         | definitivo       |
| A                | Jurica Jurčec             | Altach            | definitivo       |
| A                | Raffaele Cantisani        | Arezzo            | fine prestito    |
| A                | Dardan Vuthaj             | Foggia            | definitivo       |
| Altre operazioni |                           |                   |                  |
| R.               | Nome                      | da                | Modalità         |
| C                | Andrea D’Errico           | Bari              | rinnovo prestito |

| Cessioni | Cessioni             | Cessioni     | Cessioni              |
| R.       | Nome                 | a            | Modalità              |
| -------- | -------------------- | ------------ | --------------------- |
| P        | Gian Marco Crespi    |              | risoluzione contratto |
| D        | Luca Calapai         | Casertana    | svincolato            |
| D        | Vasile Mogoș         | CFR Cluj     | definitivo            |
| D        | Carlo Crialese       | Pro Vercelli | fine prestito         |
| D        | Vladimir Golemić     | L.R. Vicenza | risoluzione contratto |
| D        | Giuseppe Cuomo       | Südtirol     | definitivo            |
| D        | Davide Mondonico     | Renate       | definitivo            |
| C        | Theophilus Awua      | Atalanta     | prestito              |
| A        | Giuseppe Panico      | Carrarese    | prestito              |
| A        | Iacopo Cernigoi      | Rimini       | definitivo            |
| A        | Cosimo Chiricò       | Catania      | definitivo            |
| A        | Gabriele Bernardotto | Giugliano    | definitivo            |
| A        | Marco Spina          | Gubbio       | prestito              |
| A        | Augustus Kargbo      | Cesena       | definitivo            |

### Sessione invernale(dal 2/1 al 1º/2)
| Acquisti | Acquisti           | Acquisti         | Acquisti   |
| R.       | Nome               | da               | Modalità   |
| -------- | ------------------ | ---------------- | ---------- |
| P        | Alex Valentini     | Pro Vercelli     | definitivo |
| D        | Daniele Altobelli  | Monterosi Tuscia | prestito   |
| D        | Matteo Battistini  | Lecco            | prestito   |
| D        | Andrea Rispoli     | Cosenza          | definitivo |
| C        | Niccolò Zanellato  | Catania          | prestito   |
| C        | Sonny D’Angelo     | Avellino         | prestito   |
| C        | Riccardo Stronati  | Fiorenzuola      | definitivo |
| C        | Dimităr Kostadinov | Septemvri Sofia  | prestito   |
| C        | Riccardo Costa     | Brindisi         | prestito   |
| A        | Gianmario Comi     | Pro Vercelli     | prestito   |

| Cessioni | Cessioni           | Cessioni           | Cessioni              |
| R.       | Nome               | a                  | Modalità              |
| -------- | ------------------ | ------------------ | --------------------- |
| P        | Paolo Branduani    | Virtus Francavilla | definitivo            |
| P        | Alberto Lucano     | Cavese             | prestito              |
| D        | Riccardo Spaltro   | Potenza            | prestito              |
| D        | Manuel Nicoletti   | Casertana          | prestito              |
| C        | Pasquale Giannotti | Trento             | definitivo            |
| C        | Tommaso Schirò     | Novara             | prestito              |
| C        | Jacopo Petriccione | Catanzaro          | definitivo            |
| C        | Luis Rojas         | Pro Vercelli       | prestito              |
| A        | Orazio Pannitteri  | Pro Vercelli       | prestito              |
| A        | Dardan Vuthaj      |                    | risoluzione contratto |

## Risultati

### Play-off
| Arbitro: | Turrini (Firenze) |

|                               |           |  |
| Esposito 22’ D'Agostino 45+5’ | Marcatori |  |

### Coppa Italia

#### Turni eliminatori
| Arbitro: | Zufferli (Udine) |

|                                         |           |               |
| Afena-Gyan 30’ Vásquez 105’ Pickel 117’ | Marcatori | 7’ Tumminello |

### Coppa Italia Serie C

#### Turni eliminatori
| Arbitro: | Luongo (Napoli) |

|                |           |  |
| Pannitteri 22’ | Marcatori |  |

#### Fase a eliminazione diretta
| Arbitro: | Grasso (Ariano Irpino) |

|                                                |                  |                                                |
| De Luca 53’ Dubickas 59’ Di Carmine 87’ (rig.) | Marcatori        | 6’ Tribuzzi 57’ Tumminello 69’ Bruzzaniti      |
| Chiricò Zammarini Zanellato Castellini         | Tiri di rigore – | Bruzzaniti Tumminello D'Ursi Giron Petriccione |

## Statistiche

### Statistiche di squadra
Aggiornate al 7 maggio 2024
| Competizione         | Punti | In casa | In casa | In casa | In casa | In casa | In casa | In trasferta | In trasferta | In trasferta | In trasferta | In trasferta | In trasferta | Totale | Totale | Totale | Totale | Totale | Totale | DR |
| Competizione         | Punti | G       | V       | N       | P       | Gf      | Gs      | G            | V            | N            | P            | Gf           | Gs           | G      | V      | N      | P      | Gf     | Gs     | DR |
| -------------------- | ----- | ------- | ------- | ------- | ------- | ------- | ------- | ------------ | ------------ | ------------ | ------------ | ------------ | ------------ | ------ | ------ | ------ | ------ | ------ | ------ | -- |
| Serie C              | 52    | 19      | 7       | 7       | 5       | 29      | 25      | 19           | 6            | 6            | 7            | 25           | 22           | 38     | 13     | 13     | 12     | 54     | 47     | +7 |
| Coppa Italia         | -     | 0       | 0       | 0       | 0       | 0       | 0       | 1            | 0            | 0            | 1            | 1            | 3            | 1      | 0      | 0      | 1      | 1      | 3      | -2 |
| Coppa Italia Serie C | -     | 1       | 1       | 0       | 0       | 1       | 0       | 1            | 0            | 1            | 0            | 3            | 3            | 2      | 1      | 1      | 0      | 4      | 3      | +1 |
| Totale               | -     | 20      | 8       | 7       | 5       | 30      | 25      | 21           | 6            | 7            | 8            | 29           | 28           | 41     | 14     | 14     | 13     | 59     | 53     | +6 |

### Andamento in campionato
| Giornata  | 1 | 2 | 3  | 4  | 5  | 6  | 7  | 8  | 9 | 10 | 11 | 12 | 13 | 14 | 15 | 16 | 17 | 18 | 19 | 20 | 21 | 22 | 23 | 24 | 25 | 26 | 27 | 28 | 29 | 30 | 31 | 32 | 33 | 34 | 35 | 36 | 37 | 38 |
| --------- | - | - | -- | -- | -- | -- | -- | -- | - | -- | -- | -- | -- | -- | -- | -- | -- | -- | -- | -- | -- | -- | -- | -- | -- | -- | -- | -- | -- | -- | -- | -- | -- | -- | -- | -- | -- | -- |
| Luogo     | T | C | T  | C  | C  | T  | C  | T  | C | T  | C  | T  | C  | T  | C  | T  | C  | T  | C  | C  | T  | C  | T  | T  | C  | T  | C  | T  | C  | T  | C  | T  | C  | T  | C  | T  | C  | T  |
| Risultato | V | P | P  | N  | V  | P  | V  | P  | V | V  | N  | N  | V  | N  | V  | V  | N  | V  | P  | V  | V  | N  | P  | N  | N  | N  | N  | P  | P  | V  | P  | P  | N  | N  | P  | N  | V  | P  |
| Posizione | 5 | 6 | 14 | 12 | 11 | 13 | 10 | 12 | 9 | 5  | 7  | 7  | 7  | 7  | 7  | 5  | 6  | 4  | 5  | 5  | 4  | 5  | 5  | 5  | 5  | 6  | 6  | 7  | 7  | 7  | 7  | 7  | 9  | 9  | 9  | 9  | 8  | 9  |

Fonte: Lega Pro
Legenda:

Luogo: C = Casa; T = Trasferta. Risultato: V = Vittoria; N = Pareggio; P = Sconfitta.

### Statistiche dei giocatori
In corsivo i calciatori ceduti a stagione in corso.
| Giocatore      | Serie C  | Serie C | Serie C     | Serie C    | Coppa Italia | Coppa Italia | Coppa Italia | Coppa Italia | Coppa Italia Serie C | Coppa Italia Serie C | Coppa Italia Serie C | Coppa Italia Serie C | Totale   | Totale | Totale      | Totale     |
| Giocatore      | Presenze | Reti    | Ammonizioni | Espulsioni | Presenze     | Reti         | Ammonizioni  | Espulsioni   | Presenze             | Reti                 | Ammonizioni          | Espulsioni           | Presenze | Reti   | Ammonizioni | Espulsioni |
| -------------- | -------- | ------- | ----------- | ---------- | ------------ | ------------ | ------------ | ------------ | -------------------- | -------------------- | -------------------- | -------------------- | -------- | ------ | ----------- | ---------- |
| D. Altobelli   | 1        | 0       | 1           | 0          | 0            | 0            | 0            | 0            | 0                    | 0                    | 0                    | 0                    | 1        | 0      | 1           | 0          |
| T. Awua        | 0        | 0       | 0           | 0          | 1            | 0            | 0            | 0            | 0                    | 0                    | 0                    | 0                    | 1        | 0      | 0           | 0          |
| M. Battistini  | 9        | 0       | 4           | 0          | 0            | 0            | 0            | 0            | 0                    | 0                    | 0                    | 0                    | 9        | 0      | 4           | 0          |
| D. Bove        | 18       | 0       | 6           | 0          | 1            | 0            | 1            | 0            | 1                    | 0                    | 0                    | 0                    | 20       | 0      | 7           | 0          |
| P. Branduani   | 0        | -0      | 0           | 0          | 0            | -0           | 0            | 0            | 0                    | -0                   | 0                    | 0                    | 0        | -0     | 0           | 0          |
| G. Bruzzaniti  | 20       | 1       | 1           | 0          | 1            | 0            | 0            | 0            | 2                    | 1                    | 0                    | 0                    | 23       | 2      | 1           | 0          |
| R. Cantisani   | 12       | 0       | 1           | 0          | 0            | 0            | 0            | 0            | 2                    | 0                    | 0                    | 0                    | 14       | 0      | 1           | 0          |
| L. Chiarella   | 0        | 0       | 0           | 0          | 1            | 0            | 0            | 0            | 0                    | 0                    | 0                    | 0                    | 1        | 0      | 0           | 0          |
| G. Comi        | 13+1     | 1       | 3           | 0          | 0            | 0            | 0            | 0            | 0                    | 0                    | 0                    | 0                    | 14       | 1      | 3           | 0          |
| R. Costa       | 0        | 0       | 0           | 0          | 0            | 0            | 0            | 0            | 0                    | 0                    | 0                    | 0                    | 0        | 0      | 0           | 0          |
| C. Crialese    | 18       | 1       | 2           | 0          | 0            | 0            | 0            | 0            | 2                    | 0                    | 0                    | 0                    | 20       | 1      | 2           | 0          |
| F. D'Alterio   | 9+1      | -9      | 1           | 0          | 0            | -0           | 0            | 0            | 2                    | -3                   | 1                    | 0                    | 12       | -12    | 2           | 0          |
| S. D'Angelo    | 7+1      | 1       | 2           | 0          | 0            | 0            | 0            | 0            | 0                    | 0                    | 0                    | 0                    | 8        | 1      | 2           | 0          |
| A. D'Errico    | 12+1     | 0       | 3           | 0          | 0            | 0            | 0            | 0            | 0                    | 0                    | 0                    | 0                    | 13       | 0      | 3           | 0          |
| E. D'Ursi      | 37+1     | 3       | 5           | 0          | 1            | 0            | 0            | 0            | 1                    | 0                    | 0                    | 0                    | 40       | 3      | 5           | 0          |
| A. Dini        | 29       | -38     | 4           | 0          | 1            | -3           | 0            | 0            | 0                    | -0                   | 0                    | 0                    | 30       | -41    | 4           | 0          |
| L. Felippe     | 32       | 2       | 2           | 0          | 1            | 0            | 0            | 0            | 0                    | 0                    | 0                    | 0                    | 33       | 2      | 2           | 0          |
| P. Giannotti   | 8        | 0       | 3           | 0          | 1            | 0            | 0            | 0            | 1                    | 0                    | 1                    | 0                    | 10       | 0      | 4           | 0          |
| G. Gigliotti   | 20+1     | 2       | 5           | 1          | 1            | 0            | 0            | 0            | 0                    | 0                    | 0                    | 0                    | 22       | 2      | 5           | 1          |
| M. Giron       | 34+1     | 1       | 3           | 0          | 1            | 0            | 0            | 0            | 2                    | 0                    | 0                    | 0                    | 38       | 1      | 3           | 0          |
| G. Gómez       | 36+1     | 15      | 3           | 0          | 0            | 0            | 0            | 0            | 0                    | 0                    | 0                    | 0                    | 37       | 15     | 3           | 0          |
| J. Jurčec      | 5        | 0       | 0           | 0          | 0            | 0            | 0            | 0            | 2                    | 0                    | 1                    | 0                    | 7        | 0      | 1           | 0          |
| D. Kostadinov  | 9+1      | 0       | 0           | 0          | 0            | 0            | 0            | 0            | 0                    | 0                    | 0                    | 0                    | 10       | 0      | 0           | 0          |
| D. Leo         | 25+1     | 0       | 6           | 1          | 0            | 0            | 0            | 0            | 1                    | 0                    | 0                    | 0                    | 27       | 0      | 6           | 1          |
| G. Loiacono    | 33+1     | 1       | 7           | 0          | 0            | 0            | 0            | 0            | 2                    | 0                    | 1                    | 0                    | 36       | 1      | 8           | 0          |
| A. Lucano      | 0        | -0      | 0           | 0          | 0            | -0           | 0            | 0            | 0                    | -0                   | 0                    | 0                    | 0        | -0     | 0           | 0          |
| O. Pannitteri  | 6        | 0       | 0           | 0          | 0            | 0            | 0            | 0            | 2                    | 1                    | 0                    | 0                    | 8        | 1      | 0           | 0          |
| F. Papini      | 14       | 0       | 4           | 0          | 1            | 0            | 0            | 0            | 1                    | 0                    | 1                    | 0                    | 16       | 0      | 5           | 0          |
| J. Petriccione | 22       | 0       | 2           | 0          | 0            | 0            | 0            | 0            | 1                    | 0                    | 0                    | 0                    | 23       | 0      | 2           | 0          |
| A. Ranieri     | 0        | 0       | 0           | 0          | 0            | 0            | 0            | 0            | 0                    | 0                    | 0                    | 0                    | 0        | 0      | 0           | 0          |
| A. Rispoli     | 11+1     | 0       | 0           | 0          | 0            | 0            | 0            | 0            | 0                    | 0                    | 0                    | 0                    | 12       | 0      | 0           | 0          |
| L. Rojas       | 2        | 0       | 0           | 0          | 1            | 0            | 0            | 0            | 2                    | 0                    | 0                    | 0                    | 5        | 0      | 0           | 0          |
| T. Schirò      | 0        | 0       | 0           | 0          | 0            | 0            | 0            | 0            | 2                    | 0                    | 1                    | 0                    | 2        | 0      | 1           | 0          |
| R. Spaltro     | 5        | 1       | 0           | 0          | 1            | 0            | 1            | 0            | 2                    | 0                    | 0                    | 0                    | 8        | 1      | 1           | 0          |
| R. Stronati    | 1        | 0       | 0           | 0          | 0            | 0            | 0            | 0            | 0                    | 0                    | 0                    | 0                    | 1        | 0      | 0           | 0          |
| A. Tribuzzi    | 36+1     | 3       | 10          | 0          | 1            | 0            | 0            | 0            | 1                    | 1                    | 1                    | 0                    | 39       | 4      | 11          | 0          |
| M. Tumminello  | 29+1     | 15      | 7           | 0          | 1            | 1            | 0            | 0            | 1                    | 1                    | 0                    | 0                    | 32       | 17     | 7           | 0          |
| A. Valentini   | 1        | -1      | 0           | 0          | 0            | -0           | 0            | 0            | 0                    | -0                   | 0                    | 0                    | 1        | -1     | 0           | 0          |
| Vinicius       | 15+1     | 1       | 3           | 0          | 0            | 0            | 0            | 0            | 2                    | 0                    | 0                    | 0                    | 18       | 1      | 3           | 0          |
| M. Vitale      | 27       | 2       | 3           | 0          | 1            | 0            | 0            | 0            | 0                    | 0                    | 0                    | 0                    | 28       | 2      | 3           | 0          |
| D. Vuthaj      | 15       | 2       | 2           | 0          | 0            | 0            | 0            | 0            | 1                    | 0                    | 0                    | 0                    | 16       | 2      | 2           | 0          |
| N. Zanellato   | 13+1     | 1       | 6           | 1          | 0            | 0            | 0            | 0            | 0                    | 0                    | 0                    | 0                    | 14       | 1      | 6           | 1          |

## Giovanili

### Organigramma
Area direttiva
- Responsabile settore giovanile: Andrea Carrozza
- Responsabile scouting: Alessio Cappella[23]
- Segretario sportivo: Carlo Taschetti

Giovanissimi Nazionali Under 15
- Allenatore: Gianluca Giancotti[191]

Primavera 2
- Allenatore: Ferruccio Bonvini (fino al 27 novembre 2023)[192][193]; Francesco Lomonaco (dal 1º dicembre 2023)[194][195]

Allievi Nazionali Under 17
- Allenatore: Francesco Lomonaco (fino al 30 novembre 2023)[196]; Massimiliano Corrado (dal 1º dicembre 2023)[197]

Giovanissimi Professionisti Under 14
- Allenatore: Dario Marsala[198]

### Piazzamenti
- Primavera 2:
  - Campionato[199]: 16º
    - Play-Out: Finale

  - Coppa Italia: Trentaduesimi di finale[200]
- Allievi Nazionali Under-17:
  - Serie C: 7º[201]
- Giovanissimi Nazionali Under-15
  - Campionato: 12º[202]
- Giovanissimi Professionisti Under 14
  - Campionato: 6º[203]